# Oleksandr Kistjakiwskyj

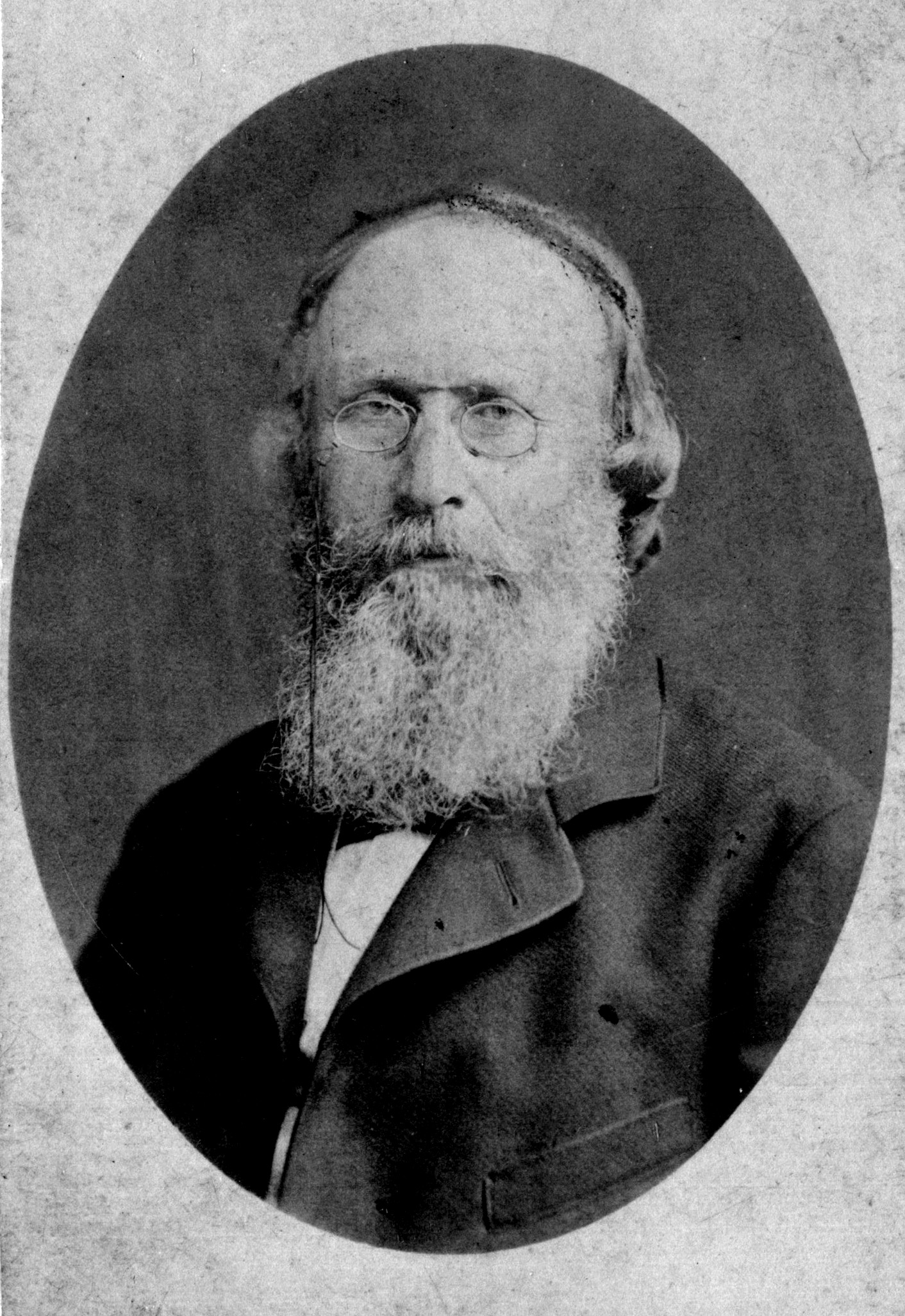
Oleksandr Kistjakiwskyj

Grab von Oleksandr Kistjakiwskyj auf dem Baikowe-Friedhof in Kiew

Oleksandr Fedorowytsch Kistjakiwskyj (ukrainisch Олександр Федорович Кістяківський; * 14. Märzjul. / 26. März 1833greg. in Horodyschtsche, Gouvernement Tschernigow, Russisches Kaiserreich; † 13. Januarjul. / 25. Januar 1885greg. in Kiew) war ein ukrainischer Kriminalist und Rechtswissenschaftler.

## Leben
Oleksandr Kistjakiwskyj kam im Dorf Horodyschtsche (Городище) bei Mena in der heute ukrainischen Oblast Tschernihiw zur Welt.
Er absolvierte 1857 die Juristische Fakultät der St.-Wladimir-Universität Kiew.
Im August 1858 zog er nach Sankt Petersburg, wo er von November an in der Funktion eines Assistenzsekretärs beim Regierenden Senat arbeitete. 1860 wurde er zum stellvertretenden Stabschef der Abteilung des Bildungsministeriums ernannt.
Von 1864 an lehrte er an der St.-Wladimir-Universität in Kiew, an der er 1869 zum Professor für Strafrecht und Strafprozessordnung ernannt wurde. Kistjakiwskyj war einer der Mitgründer und zeitweise auch Vorsitzender der Kiewer Juristischen Gesellschaft.  Zudem war er aktiv in der Kiewer Hromada und Mitherausgeber der Sankt Petersburger Zeitschrift Osnova. Zwischen 1865 und 1870 war er außerdem Direktor des Kiewer Gefängniskomitees und von 1881 bis 1884  Leiter der Verwaltung der Horodyschtsche-Zuckerfabriken.
Kistjakiwskyj starb 51-jährig in Kiew und wurde dort auf dem Baikowe-Friedhof bestattet.

## Werk
Der Forschungsschwerpunkt von Kistjakiwskyj lag auf der Rechtsgeschichte und dem Gerichtswesen des Hetmanats, dem Magdeburger Recht 

## Familie
Oleksandr Kistjakiwskyj war der Vater des Chemikers Wladimir Kistjakowski (1865–1952), des Rechtsphilosophen und Soziologen Bohdan Kistjakiwskyj (1869–1920) sowie des Rechtsanwalts und ukrainischen Innenministers Ihor Kistjakiwskyj (1876–1940).

## Ehrungen
- Sankt-Stanislaus-Orden 2. Klasse[5]
- St.-Anna-Orden 2. Klasse[5]
- Korrespondierendes Mitglied der Kaiserlich Russischen Geographischen Gesellschaft[5]